# Rubén Olivares
Rubén Olivares (Città del Messico, 14 gennaio 1947) è un ex pugile messicano, Campione del mondo dei pesi gallo tra il 1969 e il 1972 e dei piuma tra il 1974 e il 1975.

## La carriera
Professionista dal 1965 nella categoria dei pesi gallo. Il 31 marzo 1968 a Città del Messico, ancora imbattuto, incontra il trentacinquenne campione europeo Salvatore Burruni. Alla terza ripresa, con un sinistro al tronco scuote l'avversario costringendolo a voltargli la schiena. L'arbitro considera tale comportamento come un gesto di abbandono e decreta il KO tecnico in favore del messicano. Burruni non fornisce alcun commento ma il suo manager Branchini dichiara alla stampa che si era verificato un errore arbitrale perché il pugile italiano non intendeva affatto abbandonare l'incontro.
Nel maggio 1969 Olivares si guadagna la chance di combattere per il titolo mondiale infliggendo la seconda sconfitta in carriera al giapponese Takao Sakurai per Kot al 6º round. Il 22 agosto dello stesso anno, al Forum di Inglewood (California) mette KO al quinto round l'australiano Lionel Rose, sottraendogli la cintura mondiale. Difende vittoriosamente il titolo contro il britannico Alan Rudkin (Kot al 13º round) e, ai punti, contro il connazionale Chucho Castillo. Questo match è stato inserito al 56º posto nella lista compilata dalla rivista Ring Magazine dei 100 più grandi combattimenti di tutti i tempi con titolo in palio. Nella rivincita, tuttavia, Castillo gli strappa la cintura mondiale infliggendogli la prima sconfitta in carriera per ferita al 14º round di un match sino a quel momento assolutamente equilibrato. 
Olivares si riprende il titolo mondiale nel terzo incontro con lo stesso avversario il 2 aprile 1971, a Inglewood, con larghissimo margine di punti. Lo difende nuovamente mettendo KO il giapponese Kazuyoshi Kanazawa e battendo per abbandono il connazionale Jesús Pimentel. È poi costretto a cedere definitivamente la cintura dei gallo di fronte ai pugni di Rafael Herrera, che lo mette KO il 19 marzo 1972.
Il 9 luglio 1974 a Inglewood Olivares si aggiudica il titolo mondiale vacante WBA dei pesi piuma mettendo KO il giapponese Zensuke Utagawa. Il 23 novembre dello stesso anno, tuttavia, perde il titolo per KO al 13º round dal fortissimo nicaraguense Alexis Argüello. Nei primi undici round Olivares  era ampiamente in vantaggio e nel 12º colpì duramente il nicaraguense. Nella ripresa successiva il messicano tentò di chiudere il match ma fu colpito da un terribile colpo d'incontro alla mascella che lo mise al tappeto facendogli perdere il paradenti. Olivares si rialzò ma fu nuovamente colpito da Argüello che lo mandò al tappeto sino al conto finale. Anche questo match è inserito (al 39º posto) nella lista compilata dalla rivista Ring Magazine dei 100 più grandi combattimenti di tutti i tempi con titolo in palio.
Il 20 giugno 1975, Olivares conquista il titolo mondiale WBC dei piuma, battendo per Kot Bobby Chacon. Lo perde alla prima difesa ai punti contro David Kotey, con decisione contrastata. Tenta ancora il mondiale della categoria dei piuma nella versione WBA ma è sconfitto a Houston dal panamense Eusebio Pedroza per Kot al 12º round. Combatte ancora con alterni risultati sino a ritirarsi una prima volta nel 1981. Rientra poi dopo sei anni di inattività nel 1987 per poi abbandonare definitivamente la boxe l'anno successivo.
La International Boxing Hall of Fame lo ha riconosciuto fra i più grandi pugili di ogni tempo. La rivista Ring Magazine lo ha classificato al 12º posto in un elenco dei primi 100 "picchiatori" di ogni tempo. Nel 1994 la medesima rivista lo ha collocato al 2º posto in una propria classifica dei migliori pesi gallo della storia del pugilato e, nel 2002, al 29º posto in quella degli 80 migliori pugili degli ultimi 80 anni.